# Esposizione internazionale di Bruxelles (1897)
L'Esposizione Internazionale di Bruxelles (Exposition Internationale de Bruxelles) del 1897 fu una esposizione universale tenutasi a Bruxelles, in Belgio, dal 10 maggio 1897 all'8 novembre 1897. C'erano 27 paesi partecipanti e una presenza stimata di 7,8 milioni di persone.
I luoghi principali della fiera erano i Parchi del Cinquantenario e una sezione coloniale a Tervuren che mostrava la proprietà personale di re Leopoldo II del Belgio, lo Stato libero del Congo. I due siti espositivi erano collegati da una tramvia appositamente costruita.

## Art Nouveau
I principali designer della fiera tra i maestri belgi dell'architettura Art Nouveau furono: Henry van de Velde, Paul Hankar, Gédéon Bordiau e Gustave Serrurier-Bovy. Henri Privat-Livemont produsse i cartelloni per l'esposizione.
Sembrano esserci pochi resti fisici. Il piccolo padiglione neoclassico chiamato Tempio delle Passioni Umane che Victor Horta progettò per ospitare un rilievo scultoreo di Jef Lambeaux che fu completato in tempo per la fiera, ma la sua apertura fu ritardata dalle dispute fino al 1899.